# 碎音鈸

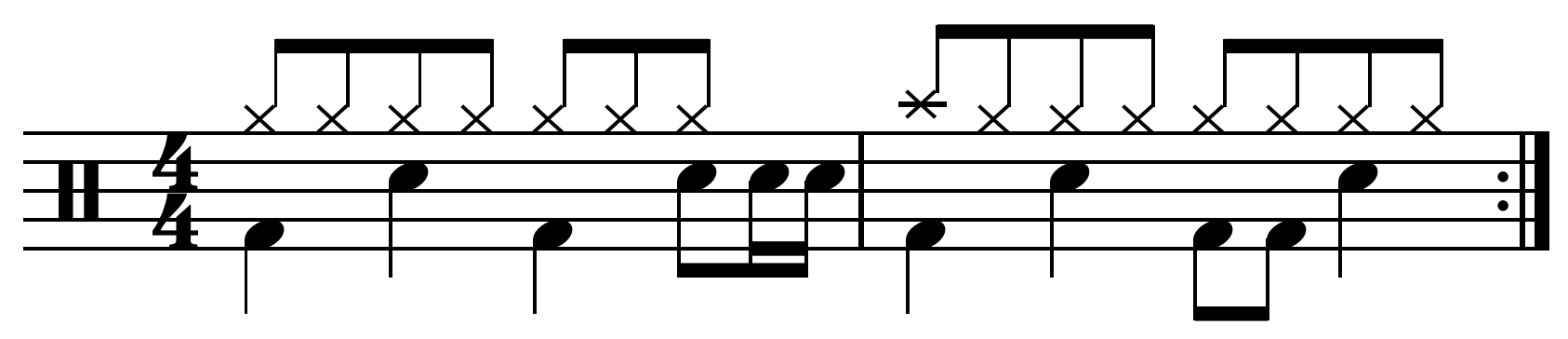
在搖滾和流行的擊鼓風格中，撞擊鈸經常在襯音之後，取代作下一個樂句的第一個音符，並伴隨低音鼓。

碎音鈸（英語：crash cymbal）是一種可以產生大聲的，尖銳的“碎音”的鈸。主要用作產生偶爾的重音，而不是用作固定音型。它們可以安裝在支架上，並用鼓棍，或通過雙手敲打發聲。鼓組的標準部分包括一個或兩個碎音鈸。懸掛的碎音鈸也用於樂隊和管弦樂隊，可以用一根鼓棍演奏或用一對鼓棍急速重覆地敲打以產生更慢，更鬆弛的聲音。有時鼓手可能同時擊打兩個不同的碎音鈸，以產生非常響亮的重音，通常搖滾音樂在碎音鈸中會利用這個演奏方法。
雖然碎音鈸的厚度範圍從紙薄到非常重，但所有碎音鈸都有相當薄的邊緣。它們的直徑通常為14至18英寸（36至46厘米），但亦有特別製造的尺寸可達8英寸（20厘米），最大可達24英寸（61厘米）。大型樂隊會使用直徑達28英寸（71厘米）的定制碎音鈸。不同種類的音樂使用不同的厚度的碎音鈸，每個製造商的碎音鈸的形成合金各不相同。金屬或搖滾樂隊可能使用厚鈸，而較輕的鈸通常用於較輕的搖滾音樂。較暗的碎音鈸最適合用於爵士樂。
撞擊的聲音因其光澤而改變。一個光滑的鈸形成一種清脆的聲音，而一個顯示氧化跡象的鈸（稱為“原始”鈸）會產生較暗的聲音。
通常情況下，兩個碎音鈸最適合鼓組; 一個16英寸和一個更大的。

## 擺放位置
傳統上，碎音鈸置於鼓組的左側（對於右手鼓手），因為通常較大的疊音鈸通常在右側，但是一些鼓手會在右側放置了碎音鈸。通常鼓手會有幾個碎音鈸，因此可能會在每一側設置一個或兩個，或者不太常見，一個碎音鈸安裝在非常靠近另一個碎音鈸的上方，通常是較大的碎音鈸或壘音鈸。
由於反复敲擊邊緣，碎音鈸通常是鼓組中的第一個翹曲並最終破裂的鈸片。裂縫通常是沿著邊緣或穿過突出部分的裂縫的形式，通常源自邊緣。裂縫是由於技術不良或過度演奏造成的，或者由於製造中的缺陷或不是由於演奏而導致的鈸損壞（例如掉落）而導致的。如果裂縫未有處理，它將開始跟隨鈸周圍的凹槽，並可能一直蔓延並返回到它開始的位置，導致鈸的外部部分簡單地掉落。
通常，由於在某些位置的碎音鈸受壓引起的應力，較低質量的板鈸更容易破裂。較厚的鈸由於其脆性和較小的振動自由度而更容易破裂。鈸製造商建議，通過斜擦而過、爽脆的一擊的方法演奏可以減少鈸上的磨損，而且傾斜到側面並略微遠離垂直方向，大約在邊緣和中心之間的四分之一處，並且允許鼓棒自然地彈起，而不是將桿向下壓在鈸上。這允許碎音鈸自由振動並且在邊緣或中心孔處產生很小的應力，從而減少裂縫的可能性。
破裂的鈸通常通過在裂縫的任一端鑽一個孔來暫時或永久地固定（通常裂縫將比肉眼看到的更遠地擴散，因此這種方法通常不那麼有效）或去除裂縫部分或向下切割鈸的邊緣，雖然這種方法可以大大改變鈸的聲音。這兩種方法通常無法有效地阻止裂縫，但通常會減緩裂縫的蔓延。

## 樂團使用的碎音鈸
由雙手拿著夾在每個鈸鈴鐺的孔中的皮帶的一對相同的撞擊鈸，被稱為撞擊鈸，是管弦樂打擊樂部分的標準部分。主要交響樂團通常使用兩種音調的撞擊鈸，有日耳曼或瓦格納（較重）和維也納（較輕）的; 第三種，更罕見的被稱為法國的（更輕）。撞擊鈸也用於舞台，音樂會，行進和軍樂隊。

## 另見
固定音型